# District de Youhao
Le district de Youhao (友好区 ; pinyin : Yǒuhǎo Qū) est une subdivision administrative de la province du Heilongjiang en Chine. Il est placé sous la juridiction de la ville-préfecture de Yichun.